# Lehete
Lehete es un despoblado que actualmente forma parte del concejo de Ullívarri-Gamboa, que está situado en el municipio de Arrazua-Ubarrundia, en la provincia de Álava, País Vasco (España).

## Localización
Despoblado situado en el noroeste del concejo, alrededor de  la carretera A-3002.

## Historia
Documentado desde el año 952, parece que se despobló a principios del siglo XVI.

## Toponimia
A lo largo de los siglos también ha sido conocido con el nombre de Lekete
Actualmente, parte de sus tierras se denominan Letekolakua y Letebizkar, y parte se hallan bajo el Embalse de Ullíbarri-Gamboa.